# Neuronics
Neuronics is een computerspel dat werd ontwikkeld door Thalion Software en uitgegeven door Art Edition. Het spel kwam in 1992 uit voor de Commodore Amiga en de Commodore 64. Het spel is van het type strategiespel en puzzelspel en lijkt qua spelvorm op Swap. Het speelveld wordt van bovenaf getoond. De puzzel moet binnen een tijdslimiet opgelost worden.

## Platforms
| Platform     | Jaar |
| ------------ | ---- |
| Amiga        | 1992 |
| Commodore 64 | 1992 |

## Ontvangst
| Beoordeeld door | Platform     | Datum     | Score |
| --------------- | ------------ | --------- | ----- |
| 64'er           | Commodore 64 | juli 1992 | 80%   |